# المدرسة البدرية
المدرسة البدرية هي من مشيدات العصر الأيوبي بناها الأمير بدر الدين حسن كان من قادة نور الدين محمود زنكي الشهيد ابن عماد الدين ومن ثم من قادة السلطان صلاح الدين الأيوبي
بنيت المدرسة في الربع الأول من القرن السابع الهجري  منتصف القرن الثالث عشر الميلادي حسب قول المؤرخ الكبير  ابن الجوزي البغدادي الذي أقام في المدرسة إماما واعظاً وخطيبا وألف تحت قبتها كتابه مرآة الزمان، في القرون التالية اندثرت المدرسة ولم يبقى منها سوى قبتها.
تم ترميم هذا المعلم الأثري بمبادرة من رجل الأعمال أديب هاشم الفاضل عام 2005، ليكون مقراً لجمعية حماية البيئة والتنمية المستدامة، ودعما للعمل البيئي التنموي، وحفاظاً على التراث.